# 퀴라소윗수염박쥐
퀴라소윗수염박쥐(Myotis nesopolus)는 애기박쥐과 윗수염박쥐속에 속하는 박쥐이다. 보네르섬(네덜란드령)과 콜롬비아, 퀴라소, 베네수엘라에서 발견된다.

## 특징
몸길이가 41.8mm인 작은 박쥐로 전완장은 31.6mm, 꼬리 길이는 36mm이다. 발 길이는 6mm이고 귀 길이는 11mm이다.

## 생태
나무 구멍 속에 은신을 한다. 먹이는 파리와 나방과 같은 날아다니는 곤충으로 앞이 트인 공간과 선인장 사이에서 포획을 한다.

## 분포 및 서식지
퀴라소와 보네르섬, 베네수엘라 북부와 서부, 콜롬비아북부와 동부 지역에 널리 분포한다. 아루바에서도 서식하는 것으로 추정된다. 앞이 트이고 건조한 저지대 환경에서 서식한다.

## 아종
2종의 아종이 알려져 있다.
- M. n. nesopolus - 퀴라소, 보네르섬, 아루바
- M. n. larensis (LaVal, 1973) - 콜롬비아 북부와 동부, 베네수엘라 북부와 서부